# Pero melissa
Pero melissa är en fjärilsart som beskrevs av Druce 1892. Pero melissa ingår i släktet Pero och familjen mätare. Inga underarter finns listade i Catalogue of Life.